# Pierre Semenenko

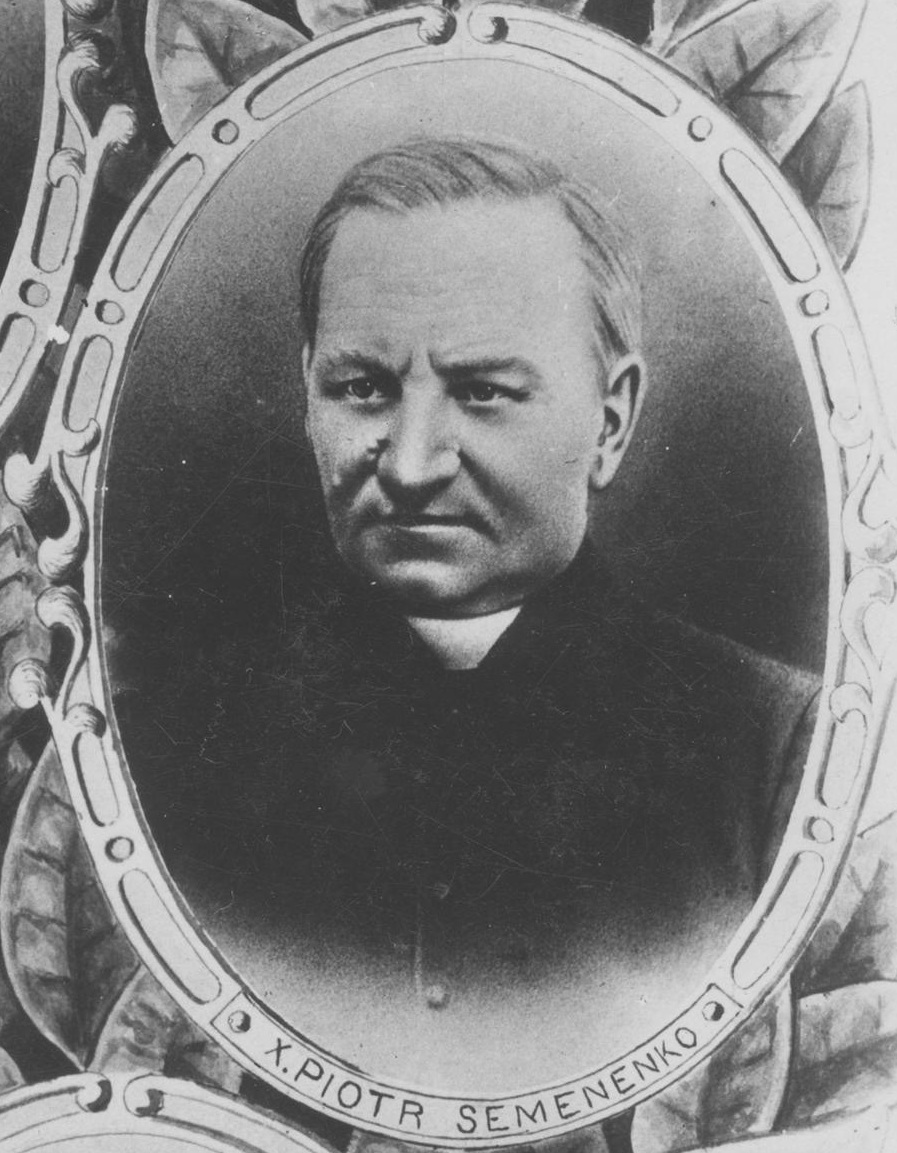
Piotr Semenenko

Pierre Semenenko (en polonais: Piotr Adolf Aleksander Semenenko), né le 16 juin 1814 (calendrier gregorien) / 28 juin 1814 (calendrier julien) à Dzięciołowo (au nord-est de la Pologne, alors partie de l'Empire russe) et mort le 18 novembre 1886 à Paris, est un théologien et philosophe catholique, cofondateur de la congrégation cléricale des résurrectionnistes et de sa branche féminine, les sœurs de la Résurrection de Notre Seigneur Jésus-Christ.

## Biographie
Pierre Semenenko naît dans un village à une cinquantaine de kilomètres de Bialystok, son père étant d'origine biélorusse catholique et sa mère calviniste. Il fait ses études à Bialystok puis à l'université de Wilno. Il est du côté de l'insurrection de novembre 1830, s'engage malgré son jeune âge dans l'artillerie et combat jusqu'en Prusse, où il finit par se réfugier après l'échec du soulèvement et s'intéresse à la philosophie. Il arrive ensuite à Paris, où il rejoint la communauté des émigrés polonais et s'engage en 1832 dans la société de la Pologne démocratique fondée à Paris par Tadeusz Krepowiecki. Il publie ses premiers articles dans la presse polonaise d'émigration et dans la Tribune en français, qu'il signe Pierre Semenenko. Il écrit aussi des vers à Châteauroux, où il séjourne, puis se met à étudier la théologie. Sa rencontre avec Bogdan Janski transforme sa vie et il accepte de le suivre dans son projet de fondation d'une congrégation venant en aide aux catholiques polonais. Ils sont rejoints aussi par Jérôme Kajsiewicz.
Lorsque le Saint-Siège projette d'ouvrir un collège polonais à Rome destiné à l'enseignement des clercs devant être envoyés en Pologne les trois compagnons se décident à partir. Janski les rejoint plus tard, mais meurt quelque temps après son arrivée en 1840. Semenenko entre avec son confrère au Collège romain, où il étudie la philosophie et la théologie. Il est ordonné en 1841. Son doctorat de théologie s'intitule Quid Papa et quid est Episcopatus ex aeterna ac divina ratione necnon quae eorum partes in Ecclesiae infallibili magisterio, sur l'infaillibilité du Magistère.
Avec Kajsiewski et cinq autres clercs, il prononce ses vœux pour la nouvelle congrégation, à la messe du jour de Pâques 1842 dans les catacombes de Saint-Sébastien. En l'honneur de ce jour de la Résurrection du Christ, cet institut de vie apostolique prend le nom de congrégation de la Résurrection de Notre-Seigneur Jésus-Christ. Il est voué à l'enseignement de la jeunesse et à l'administration de paroisses.
Il rédige lui-même les constitutions en 1850 qui sont approuvées par le Decretum laudis de 1860 et définitivement pour l'Église universelle en 1902.
Le père Semenenko aide également la bienheureuse Céline Chludzińska Borzęcka à fonder la branche féminine en 1882. L'institut essaime auprès des communautés de Polonais de l'étranger.
Il meurt à Paris à l'âge de 72 ans.
Son procès de béatification a été ouvert en 2006.